# Napoleon Cybulski
Napoleon Nikodem Cybulski (né le 14 septembre 1854 à Kryvanosy, mort le 26 avril 1919 à Cracovie) – est un physiologiste polonais, découvreur de l'adrénaline, un des créateurs de l'endocrinologie, mais aussi pionnier de l'électroencéphalographie.

## Quelques publications
- O metodach badania fizyologicznego (1885)
- Nowy przyrzad do badania prędkości ruchu krwi (totohaemotachometr) i jego zastosowanie (1886)
- O hypnotyzmie ze stanowiska fizyjologicznego (1887)
- Nowy manometr do oznaczania parcia w żyłach za pomocą fotografii (1888)
- O ucisku mózgu (1890)
- Dalsze zjawiska nad zjawiskami elektrycznymi w korze mózgowej małpy i psa (1891)
- Nowa modyfikacja kalorymetru (1894)
- O funkcji nadnercza (1895)
- Próba nowej teroyi zjawisk elektrycznych w tkankach zwierzęcych (1898)
- Kilka słów w sprawie jadów w jelicie prawidłowem (1907)
- Wpływ błon i przegród na siły elektromotoryczne (1909)
- Fizyologia człowieka (1915)
- O termodynamice mięśniowej (1916)
- Elektryczność zwierzęca